# Mihaela Cambei
Mihaela Valentina Cambei, née le 18 novembre 2002, est une haltérophile roumaine.

## Biographie
Elle remporte la médaille d'argent dans la catégorie des moins de 49 kg lors des Jeux olympiques d'été de 2024.